# Campionati del mondo di triathlon long distance del 2012
I Campionati del mondo di triathlon long distance del 2012 (XIX edizione) si sono tenuti a Vitoria-Gasteiz, Spagna in data 29 luglio 2012.
Tra gli uomini ha vinto l'australiano Chris McCormack, mentre la gara femminile è andata per la seconda volta alla svizzera Caroline Steffen.

## Risultati

### Élite uomini
| Pos. | Nome                      | Paese       | Nuoto    | Bici     | Corsa    | Totale   |
| ---- | ------------------------- | ----------- | -------- | -------- | -------- | -------- |
|      | Chris McCormack           | Australia   | 00:53:37 | 02:48:54 | 01:44:55 | 05:29:47 |
|      | Eneko Llanos              | Spagna      | 00:51:44 | 02:48:59 | 01:48:18 | 05:31:39 |
|      | Dirk Bockel               | Lussemburgo | 00:51:25 | 02:49:39 | 01:51:32 | 05:34:54 |
| 4    | Emil Dalgaard             | Danimarca   | 00:49:49 | 02:49:57 | 01:56:37 | 05:38:39 |
| 5    | Martin Krňávek            | Rep. Ceca   | 00:49:58 | 02:50:45 | 02:01:37 | 05:44:47 |
| 6    | Viktor Zemtsev            | Ucraina     | 00:56:47 | 02:58:42 | 01:47:34 | 05:45:49 |
| 7    | Nikolay Yaroshenko        | Russia      | 00:52:26 | 02:50:28 | 02:00:59 | 05:46:23 |
| 8    | Duarte Silva Marques      | Portogallo  | 00:49:52 | 03:03:54 | 01:54:43 | 05:50:51 |
| 9    | Pedro Miguel Reig         | Spagna      | 00:50:55 | 03:02:11 | 01:56:23 | 05:52:11 |
| 10   | Miquel Blanchart          | Spagna      | 00:53:27 | 03:04:15 | 01:52:25 | 05:52:42 |
| 11   | Raul Amatriain Arraiza    | Spagna      | 01:01:19 | 02:59:44 | 01:50:01 | 05:53:27 |
| 12   | Jarmo Hast                | Finlandia   | 00:53:35 | 03:04:03 | 01:53:22 | 05:53:35 |
| 13   | José Estrangeiro          | Portogallo  | 00:56:45 | 03:03:44 | 01:51:03 | 05:54:38 |
| 14   | Anton Blokhin             | Ucraina     | 00:53:33 | 02:59:42 | 01:59:20 | 05:55:30 |
| 15   | Petr Vabrousek            | Rep. Ceca   | 00:59:05 | 03:01:18 | 01:53:22 | 05:57:03 |
| 16   | Dario Thiago Vinhal       | Brasile     | 00:53:39 | 03:14:15 | 01:53:05 | 06:04:15 |
| 17   | Nazariy Dorosh            | Ucraina     | 00:53:29 | 03:08:06 | 02:00:03 | 06:04:30 |
| 18   | Andrej Vistica            | Croazia     | 01:01:21 | 03:00:42 | 02:00:23 | 06:05:20 |
| 19   | Mikel Elgezabal Fernandez | Spagna      | 00:53:45 | 02:53:01 | 02:17:42 | 06:07:33 |
| 20   | Richard Calle Martinez    | Spagna      | 00:53:37 | 03:03:41 | 02:07:43 | 06:07:33 |
| 21   | Hayato Kawahara           | Giappone    | 00:59:00 | 03:12:59 | 01:55:55 | 06:11:00 |
| 22   | Viktor Aloshyn            | Ucraina     | 00:53:32 | 03:13:34 | 02:03:02 | 06:12:39 |
| 23   | Yu Shinozaki              | Giappone    | 01:05:40 | 03:01:55 | 02:12:08 | 06:22:21 |
| 24   | Gerhard De Bruin          | Sudafrica   | 01:02:41 | 03:09:41 | 02:09:30 | 06:24:50 |
| 25   | Felipe Manente            | Brasile     | 01:01:17 | 03:05:29 | 02:19:59 | 06:30:15 |

### Élite donne
| Pos. | Nome                        | Paese       | Nuoto    | Bici     | Corsa    | Totale   |
| ---- | --------------------------- | ----------- | -------- | -------- | -------- | -------- |
|      | Caroline Steffen            | Svizzera    | 00:55:58 | 03:01:27 | 02:04:08 | 06:04:17 |
|      | Camilla Pedersen            | Danimarca   | 00:55:46 | 03:07:36 | 02:03:21 | 06:09:23 |
|      | Jodie Swallow               | Regno Unito | 00:53:32 | 03:05:43 | 02:11:07 | 06:12:48 |
| 4    | Virginia Berasategi         | Spagna      | 01:01:02 | 03:14:09 | 02:02:34 | 06:20:36 |
| 5    | Maider Gaztañaga Dorronsoro | Spagna      | 00:57:54 | 03:14:37 | 02:07:31 | 06:23:52 |
| 6    | Ewa Bugdol                  | Polonia     | 00:57:55 | 03:15:26 | 02:08:17 | 06:24:46 |
| 7    | Jeanne Collonge             | Francia     | 01:03:06 | 03:18:46 | 02:09:48 | 06:35:15 |
| 8    | Olesya Prystayko            | Ucraina     | 01:05:09 | 03:18:20 | 02:11:15 | 06:37:23 |
| 9    | Gurutze Frades Larralde     | Spagna      | 01:09:32 | 03:22:04 | 02:11:03 | 06:45:38 |
| 10   | Estefaia Gomez Villanueva   | Spagna      | 01:04:38 | 03:26:52 | 02:12:40 | 06:47:13 |
| 11   | Natasha Gorrie-Nuttal       | Sudafrica   | 01:04:54 | 03:19:17 | 02:21:59 | 06:49:35 |
| 12   | Heidi Sessner               | Germania    | 01:03:06 | 03:20:21 | 02:24:09 | 06:50:34 |
| 13   | Gillian Clayton             | Canada      | 01:15:53 | 03:22:16 | 02:09:54 | 06:51:22 |
| 14   | Vanessa Pereira             | Portogallo  | 01:07:57 | 03:24:33 | 02:17:06 | 06:53:14 |
| 15   | Merja Kiviranta             | Finlandia   | 01:02:58 | 03:18:23 | 02:34:16 | 06:58:46 |
| 16   | Natasha Yaremczuk           | Canada      | 01:04:57 | 03:45:38 | 02:16:36 | 07:12:18 |
| 17   | Caroline Koll               | Sudafrica   | 01:04:43 | 03:36:00 | 02:29:35 | 07:13:40 |
| 18   | Yasuko Miyazaki             | Giappone    | 01:05:07 | 03:35:21 | 02:41:09 | 07:25:30 |